# 尤尔特·霍斯福尔
尤尔特·霍斯福尔（英語：Ewart Horsfall，1892年5月24日—1974年2月1日），英国男子赛艇运动员。他曾代表英国参加1912年和1920年夏季奥林匹克运动会赛艇比赛，获得一枚金牌和一枚银牌。